# Келлер, Рейнир Корнелис
Рейнир Корнелис (Кес) Келлер (нидерл. Reinier Cornelis (Kees) Keller; 14 сентября 1905, Эммерих-на-Рейне — 10 сентября 1981, Амстердам) — нидерландский шашист, международный гроссмейстер (1962) и национальный гроссмейстер. Участник четырёх матчей за мировой титул: два матча в 1934 и 1938 годах проиграл Морису Райхенбаху, в 1947 году — матч Пьеру Гестему и в 1951 году — Питу Розенбургу. Дважды (1948 г., 1956 г.) занимал в чемпионатах мира второе место, и дважды (1925 г., 1952 г.) - третье место.
Член (с 24 сентября 1951 года) символического клуба победителей чемпионов мира Роба Клерка.

## Биография
Рейнир Корнелис Келлер родился 14 сентября 1905 года в нидерландском городе Эммерих-на-Рейне в семье железнодорожного служащего. В 1915 году семья Келлеров переехала в Арнем, где началась шашечная карьера будущего гроссмейстера. Шашками Келлер увлёкся в 16 лет. В 1922 году он вступил в созданный в Арнеме шашечный клуб. В 18 лет Келлер выиграл первенство провинции Гелдерланд. Переехав в Амстердам, Келлер начал встречаться за доской с сильнейшими нидерландскими мастерами. Впоследствии он называл своими учителями Якоба де Гааза, Германа де Йонга и Арнольда Дамме. В 1925 году Келлер дебютировал в чемпионате Нидерландов, разделив 2-3 места с Йоханом Восом. В этом же году Келлер становится чемпионом Амстердама, первенства которого зачастую собирали составы участников, не уступающие национальным первенствам. Эти успехи позволили Келлеру выступить в чемпионате мира 1925 года в Париже, где Келлер занял третье место. И в этом же году Келлер выиграл матч у Дамме (+1=5) и сыграл вничью матч с Германом де Йонгом (+2-2=2). В 1926 году Келлер стал чемпионом Нидерландов. В следующий раз выиграть национальное первенство Келлер смог в 1934 году после дополнительного матча с Барисом Дукелем. И эта победа позволила Келлеру вернуться к борьбе за мировое первенство. Это было время раскола в шашечном мире. Во Франции чемпионом мира признавали Мориса Райхенбаха, а в Нидерландах — Бенедикта Шпрингера. В 1934 году Шпрингер добровольно отказался от титула, и шашечные федерации Франции и Нидерландов пришли к соглашению о том, что звание чемпиона мира должно быть разыграно в матче между Райхенбахом и Келлером, как чемпионом Нидерландов. Матч состоялся в октябре 1934 года и принёс убедительную победу Райхенбаху (+3 −0 =7). В 1936 году начинается блестящая серия побед Келлера в национальных первенствах: пять раз подряд он становился чемпионом Нидерландов. Параллельно он продолжал попытки вести борьбу за мировое первенство, которые, к сожалению его болельщиков, оканчивались неудачей. В 1937 году Келлер проиграл претендентский матч Шпрингеру (-1=0=9), а в 1938 году проиграл Райхенбаху ещё один матч за звание чемпиона мира (-1+0=15). Новый этап борьбы начинается для Келлера после Второй мировой войны. В 1947 году поражением для Келлера заканчивается матч на первенство мира с Пьером Гестемом (-3+0=11). В чемпионате мира 1948 года Келлер занимает второе место впереди Гестема, но позади Пита Розенбурга. В 1951 году Келлер с большим преимуществом побеждает в турнире претендентов и получает право на ещё один матч за звание чемпиона мира. Матч с Розенбургом состоялся в этом же году, и снова закончился поражением Келлера (-2+1=15). В чемпионате мира 1952 года Келлер занял 3 место, а в чемпионате мира 1956 года — снова второе, впереди Розенбурга и Яна Бома, но позади Марселя Делорье. В 1958 году Келлер последний раз участвовал в чемпионате Нидерландов. Поделив в турнире 1-2 место с Гертом ван Дейком, Келлер уступил ему в дополнительном матче. Из последних выступлений Келлера стоит отметить делёж в 1960 году 9-10 места в международном турнире в Киеве, где ему пришлось сражаться с молодым поколением молодых советских шашистов. В дальнейшем Келлер отошел от активной игры, но продолжал комментировать события из шашечной жизни на страницах нидерландской прессы.
Келлер, добившись в шашках значительных успехов, никогда не становился шашечным профессионалом. В течение 39 лет Келлер служил в химической лаборатории, участвуя в соревнованиях только по выходным или во время отпусков. В то же время он всегда подчёркивал важность физической подготовки для успешного выступления в соревнованиях. Перед мировым чемпионатом 1956 года Келлер регулярно занимался лёгкой атлетикой, в частности, спортивным бегом, бросил курить и совершенно перестал употреблять спиртные напитки. Келлер отличался высоким ростом — 186 см и крупным телосложением . В молодости он весил 100 кг, но позднее, следуя советам врачей он добился некоторого снижения веса. Почитатели таланта Келлера любовно называли его «Гибралтарский Утёс».
Умер Келлер 10 сентября 1981 года в Амстердаме.

## Чемпионаты Нидерландии по международным шашкам
Келлер участник 25 Чемпионатов  Нидерландов по шашкам (NK). В них он 13 раз завоёвывал первое место, что является рекордом.
- NK 1924 разделил второе место с Йоханом Восом, 14 очков в 11 партиях.
- NK 1926 первое место, 19 очков в 12 партиях.
- NK 1927 разделил второе место с В.К.Й. Полманом и Йоханом Восом, 12 очков в 10 партиях
- NK 1930 второе место, 15 очков в 10 партиях.
- NK 1934 разделил первое место с Барисом Дукелем, 12 очков в 9 партиях. В дополнительном поединке с Дукелем после трех партий счет был 3-3 и потребовался второй дополнительный матч. Его Келлер выиграл 5-1.
- NK 1936 Келлер разделил первое место с Вимом Рустенбургом, 16 очковв в 11 партиях. Келлер выиграл дополнительный матч у Рустенбурга 5-1 и завоевал титул чемпиона Нидерландов.
- NK 1937 первое место, 16 очков в 11 партиях.
- NK 1938 первое место, 17 очков в 11 партиях.
- NK 1938 разделил первое место с Йоханом Восом, 15 очков в 11 партиях.

Келлер выиграл дополнительный матч 7-5 (3-3, 4-2) у Йохана Воса и получил титул чемпиона Нидерландов.
- NK 1940 первое место, 16 очков в 11 партиях.
- NK 1942 первое место, 15 очков в 9 партиях.
- NK 1943 второе место, 15 очков в 10 партиях.
- NK 1944 первое место, 19 очков в 12 партиях.
- NK 1946 первое место, 21 очков в 13 партиях.
- NK 1948 делит третье место с Даммисом ван дер Стайем, 16 очков в 13 партиях.
- NK 1949 разделили второе место с Гертом ван Дейком, 20 очков в 14 партиях.
- NK 1950 место делит третье место с Фреком Гордейном, 13 очков в 11 партиях.
- NK 1951 первое место, 17 очков в 10 партиях.
- NK 1952 разделил первое место с Гертом ван Дейком и Вимом Розенбургом, 13 очков в 11 партиях.

В итоге Келлер заслужил звание.
- NK 1953 разделил первое место с Вимом Гюйсманом, 18 очков в 13 партиях.

Гюйсман нанес поражение 4-2 Келлеру и получил звание чемпиона Нидерландов.
- NK 1954 Пятое место, 15 очков в 13 партиях.
- NK 1955 разделил первое место с  Хенком Ларосом, 15 очков в 12 партиях.

```
Келлер нанес поражение 
Ларосу
 11-9 и получил титул чемпиона.
```

- NK 1956 девятое место, 14 очков в 14 партиях.
- NK 1958 разделил первое место с Гертом ван Дейком, 20 очков в 14 партиях.

Келлер в дополнительном матче проиграл  5-7.

## ССылки
- Профиль на Toernooibase